# Shavon Shields
Shavon Shields (* 5. Juni 1994 in Overland Park) ist ein US-amerikanisch-dänischer Basketballspieler.

## Laufbahn
Shields ist der Sohn des früheren American-Football-Profis Will Shields und einer dänischen Mutter, die zum Studium an die University of Nebraska in die Vereinigten Staaten ging und dort ihren späteren Ehemann kennenlernte. Er spielte Basketball an der Olathe Northwest High School im US-Bundesstaat Kansas. Zeitweilig war er dort Mannschaftskollege von Willie Cauley-Stein, der als Gastsohn bei Familie Shields wohnte.
Von 2012 bis 2016 absolvierte er an der University of Nebraska ein Biologiestudium und spielte für die Basketballmannschaft der Hochschule. Er bestritt 121 Begegnungen für Nebraska und kam auf Mittelwerte von 13,5 Punkten und 5,5 Rebounds je Partie. Seine besten Punktwerte erzielte er 2015/16 mit 16,8 pro Spiel. Mit insgesamt 1630 erzielten Punkten stand Shields auf dem geteilten fünften Rang der ewigen Korbjägerliste der Hochschulmannschaft, als er diese 2016 verließ.
Shields erster Halt als Berufsbasketballspieler war die Basketball-Bundesliga in Deutschland. Er stand in der Saison 2016/17 bei den Skyliners Frankfurt unter Vertrag. Mit 14 Punkten pro Begegnung war er in dieser Spielzeit zweitbester Korbschütze der Frankfurter und mit 5,3 Rebounds je Einsatz zudem mannschaftsintern ebenfalls zweitbester Rebounder. Im April 2017 gaben die Frankfurter Shields zunächst leihweise an den italienischen Erstligisten Dolomiti Energia Trentino ab, ehe der Flügelspieler von den Italienern für die Saison 2017/18 fest unter Vertrag genommen wurde. In der Hauptrunde der Saison 2017/18 kam er auf 13,1 Punkte und 3,7 Rebounds pro Spiel, in den Play-offs steigerte er sich auf 16,8 Punkte sowie 3,9 Rebounds. Mit Trient wurde er 2017 und 2018 italienischer Vizemeister. Des Weiteren trat er mit Trient im europäischen Vereinswettbewerb Eurocup an.
In der Sommerpause 2018 schloss Shields einen Vertrag mit Baskonia Vitoria-Gasteiz aus der spanischen Liga ACB. Damit schaffte er auch den Sprung in die EuroLeague. 2019 wurde er mit der Mannschaft spanischer Vizemeister und 2020 Meister. In beiden Spieljahren erzielte er rund 11 Punkte je Begegnung. Im Juli 2020 wechselte er zu Olimpia Mailand. 2022 wurde er mit der Mannschaft italienischer Meister und wurde als bester Spieler der Endrunde ausgezeichnet. Der Meistertitel wurde 2023 und 2024 mit Erfolg verteidigt.

### Nationalmannschaft
Shields, der eigener Angabe nach nur wenig Dänisch spricht, die Sprache aber gut versteht, war Mitglied der U20-Nationalmannschaft Dänemarks und gewann mit dieser die Meisterschaft der nordischen Länder. Später wurde er in die Herrennationalmannschaft berufen.

## Erfolge und Auszeichnungen

### Mit der Mannschaft
- Italienischer Meister 2022, 2023, 2024
- Spanischer Meister 2020
- Sieger italienischer Pokal 2021, 2022
- Sieger italienischer Supercup 2020, 2024

### Einzelauszeichnungen
- MVP Finalrunde 2022